# 岡崎洋
岡崎 洋（おかざき ひろし、1932年（昭和7年）3月27日 - 2018年（平成30年）3月31日）は、日本の政治家、大蔵官僚。神奈川県知事（民選第13・14代）、環境事務次官等を歴任した。

## 概要
神奈川県出身。神奈川県立湘南高等学校、東京大学経済学部卒業。1954年、大蔵省（現財務省）に入省し、銀行局審査課に配属される。入省同期には窪田弘（旧日債銀会長、国税庁長官、理財局長）、矢澤富太郎（太田昭和監査法人会長、関税局長）、吉田正輝（兵庫銀行頭取、日銀理事、銀行局長、大臣官房総務審議官）らがいる。銀行局総務課長補佐（総括・企画）、銀行局特別金融課長、主計局主計官（総理府、司法・警察担当）、主計局主計官（外務、通商産業担当）、銀行局総務課長などを務める。1979年7月10日に名古屋国税局長。1980年6月17日に大臣官房審議官（証券局担当）兼関東財務局東京証券取引所監理官。1981年6月26日に大臣官房審議官（理財局担当）。1982年6月1日に大臣官房審議官（銀行局担当）。その後は環境庁へ出向し、官房長、企画調整局長を経て、1986年9月に環境事務次官に就任。退官後は私財を投じて財団法人地球・人間環境フォーラムを設立。理事長に就任し、地球環境問題に取り組む。
1995年、引退する長洲一二神奈川県知事の後継候補に名前が挙がり、日本共産党を除く与野党各党や連合神奈川の推薦を受けて神奈川県知事選挙（第13回統一地方選挙）に出馬し、初当選を果たした。当時、神奈川県の財政は5期20年間の革新県政により逼迫しており、大蔵官僚出身である岡崎に白羽の矢が立った。知事就任後は神奈川県の困窮した財政運営の舵取り、及び財政再建に向けて自身の知事給与や退職金の大幅なカット、県職員の定数、県の組織数、県債の発行額の3つの削減目標を掲げる等、徹底した行財政改革を推進した他、PFIを全国で初めて考案・実施して民間から資金を調達し、赤字転落を回避する等、神奈川県の財政危機を食い止めるために尽力する。財政再建の手腕が評価され、知事在任中は地方分権推進委員会委員にも推挙された。在任中、東京都・神奈川県・埼玉県の1都2県による「首都圏連合」の構想（土屋義彦埼玉県知事が提唱し、岡崎、石原慎太郎東京都知事が賛同）に加わる。この構想は、後任の松沢成文神奈川県知事及び土屋の後任である上田清司埼玉県知事にも継承された。

「環境立県」を標榜し、「神奈川県環境基本条例」の制定や国の地球環境戦略研究機関の県への誘致、水源環境保全のための新税導入の方向付け等、環境庁での経験を生かした環境政策に力を入れた。さらに全国で初めてNPOやボランティアの支援の拠点を整備し、「神奈川ボランタリー基金21」を創設する等、「協働の時代」の幕開けを主導。2001年にはテレビ神奈川の経営権を県から神奈川新聞社に譲渡した。
岡崎県政の下では神奈川県議会は事実上オール与党体制であったが、ディーゼル車の排ガス規制の導入等をめぐって議会に対して軋轢が生じたため、2003年の知事選（第15回統一地方選挙）では3選を目指さず、知事を退任した。その後は特定非営利活動法人NPO情報セキュリティフォーラムを設立し、理事長に就任。2016年まで横浜新都市センターの取締役会長も務めていた。
2018年3月31日11時54分、老衰のため神奈川県藤沢市の介護施設で死去。86歳没。

## 人物
- 中日ドラゴンズのファンである。本人曰く「金鯱軍時代の弱さがかわいそうで応援するようになった」とのことだが[5]、名古屋金鯱軍は厳密には現在の中日球団の前身ではない。
- 2005年（平成17年）7月7日、藤沢市鵠沼藤が谷の公園で妻（当時64歳）・長女（同39歳）が飼い犬の散歩中に揃って落雷に遭い死亡する不幸に見舞われた[6]。その犬は一時行方不明になっていたが、その後帰宅した[6]。家族は他に長男がいる。